# Patelloida pustulata
Patelloida pustulata är en snäckart som först beskrevs av Helbling 1779.  Patelloida pustulata ingår i släktet Patelloida och familjen Lottiidae. Inga underarter finns listade i Catalogue of Life.

## Bildgalleri

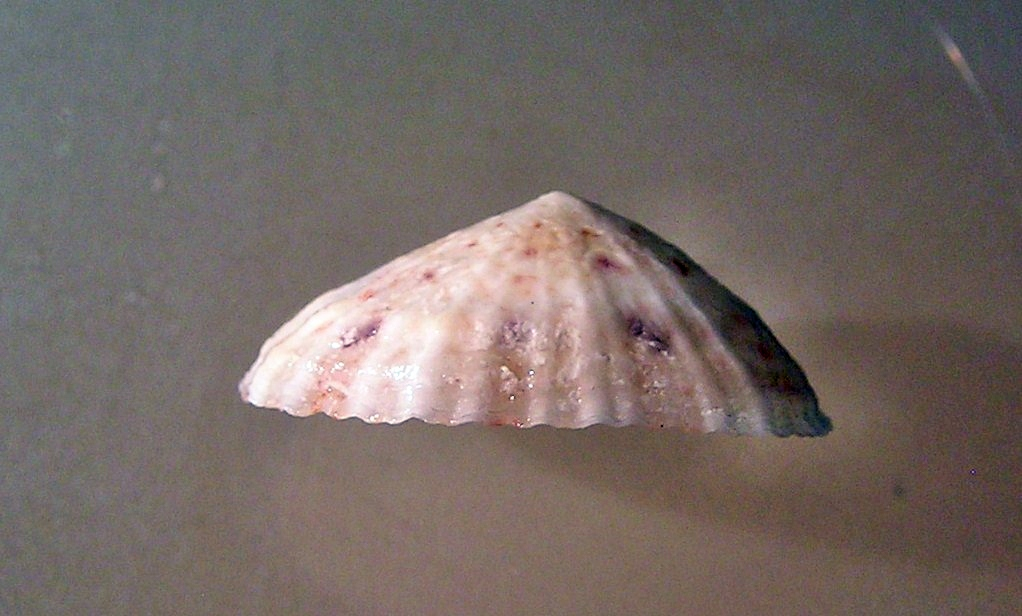
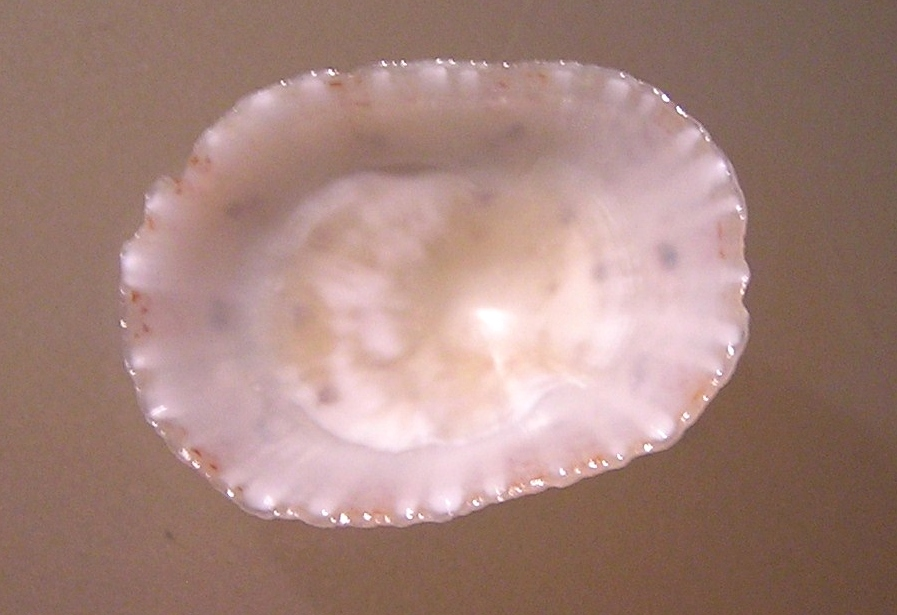